# バ・サン・ローラン地域

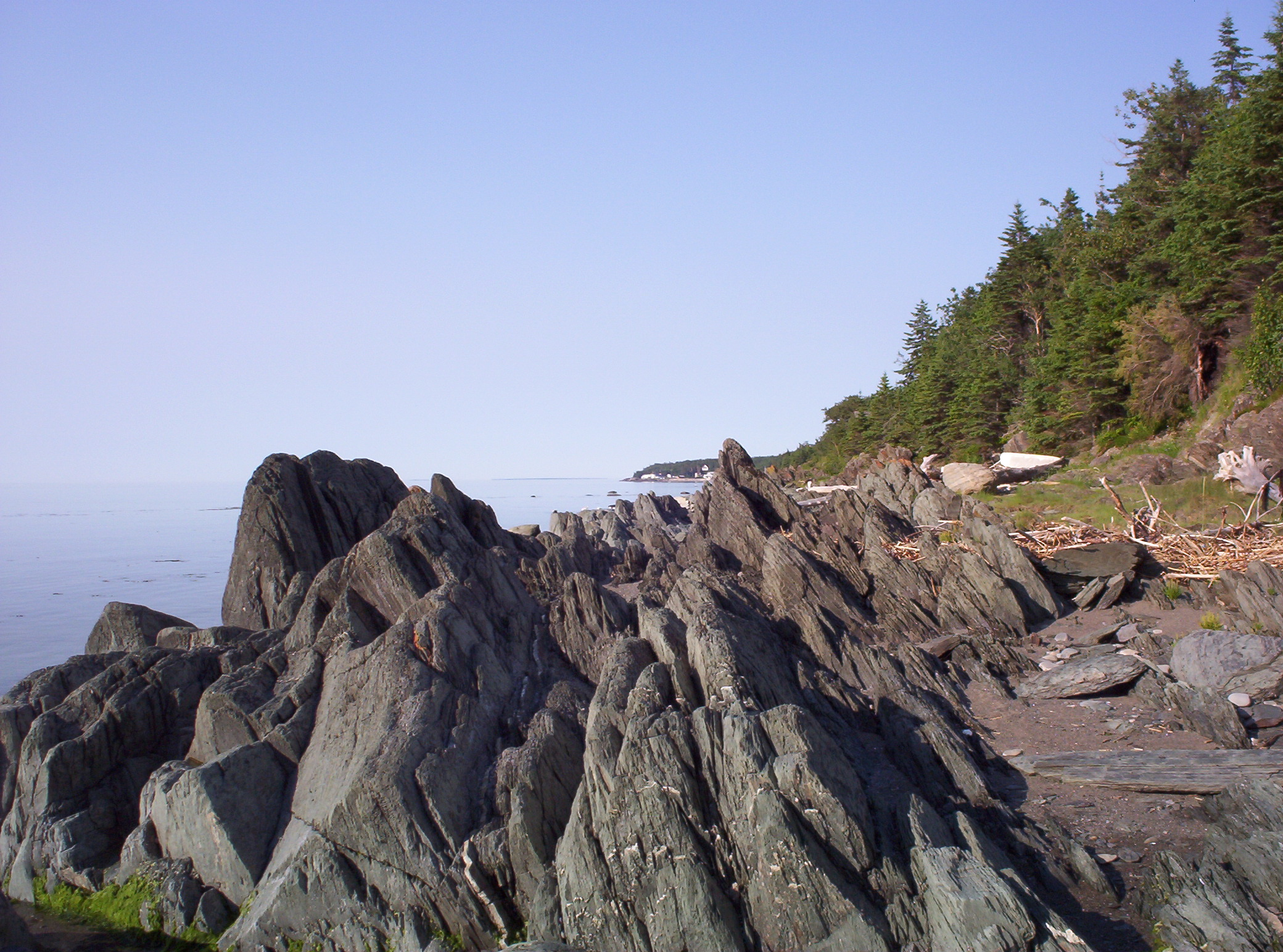
バ・サン・ローランの風景

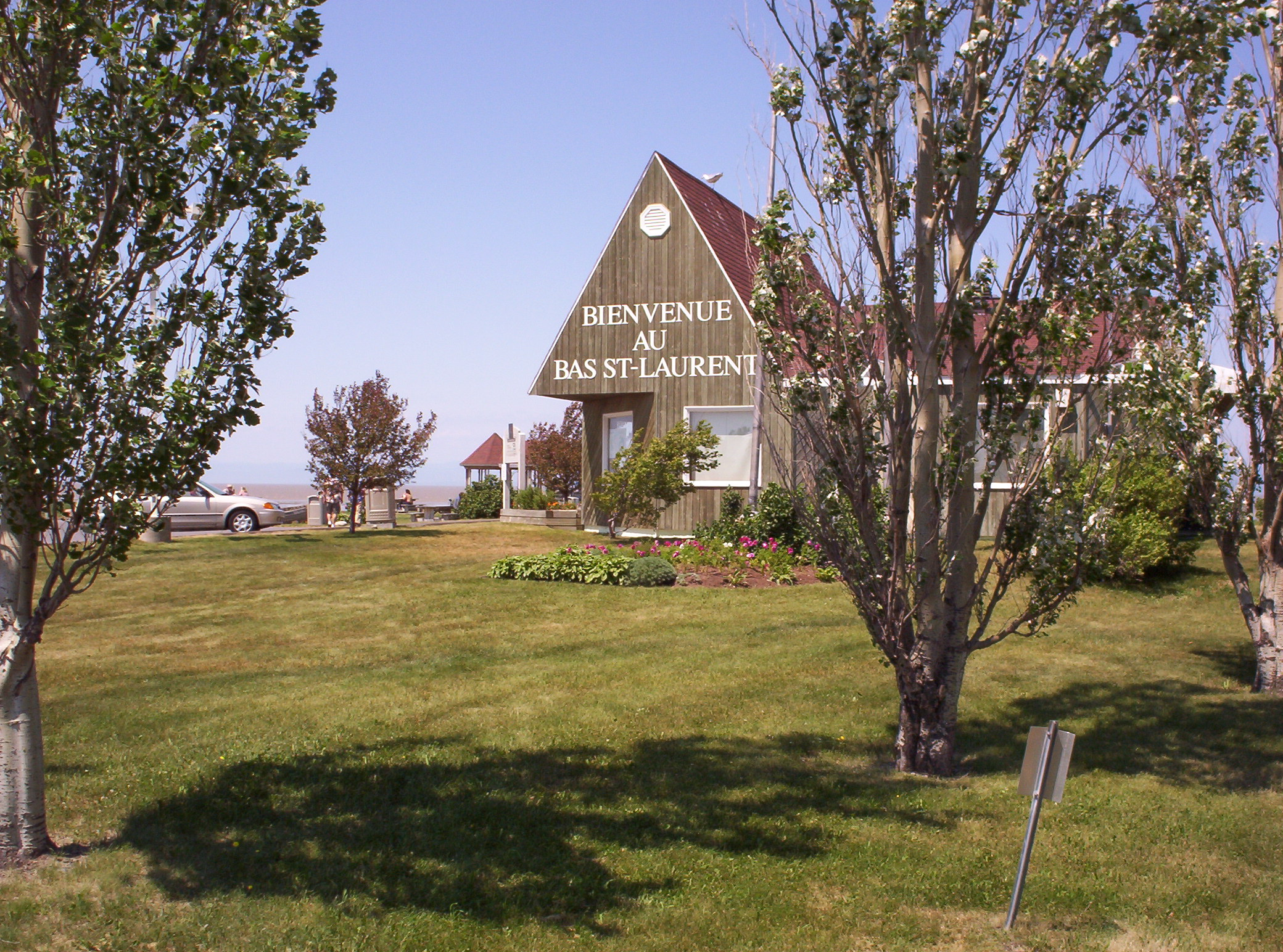
バ・サン・ローランの風景

バ・サン・ローラン地域（バ・サン・ローランちいき、仏語：Bas-Saint-Laurent）はケベック州の地方行政区の1つ。地域名は「セントローレンス川下流地域」と言う意味。セントローレンス川の下流の右岸で、ガスペ半島に至るまでの地域を占める。

## 行政区分
8つの上層自治体（MRC、郡にあたる）と133の下層自治体（Municipalités、市町村）、インディアン居留地がある。

### 郡と主な市町村
- カムラスカ郡
  - ラ・ポカティエール
  - サン＝パスカル
  - カムラスカ
- ラ＝マタペディア郡
  - アムクイ
- ラ・ミティ郡
  - モン＝ジョリ
  - サント＝ジャンヌ＝ダルク
- レ・バスク郡
  - トロワ＝ピストル
- ラ・マタニ郡
  - マタヌ
- リムスキ・ネジェット郡
  - リムスキ
- リヴィエール＝デュ＝ルー郡
  - リヴィエール＝デュ＝ルー
- テミスクアタ郡
  - カバノ
  - デジュリ
  - テミスクアタ＝シュル＝ル＝ラック
  - ポエネガムーク

### インディアン居留地
- カクナ・インディアン居留地
- カタスコミック・インディアン居留地